# Highland (Utah)
Highland és una població dels Estats Units a l'estat de Utah. Segons el cens del 2000 tenia 8.172 habitants.

## Demografia
Segons el cens del 2000, Highland tenia 8.172 habitants, 1.804 habitatges, i 1.733 famílies. La densitat de població era de 453,3 habitants per km².
Dels 1.804 habitatges en un 66,5% hi vivien nens de menys de 18 anys, en un 90,6% hi vivien parelles casades, en un 4% dones solteres, i en un 3,9% no eren unitats familiars. En el 3,3% dels habitatges hi vivien persones soles l'1,7% de les quals corresponia a persones de 65 anys o més que vivien soles. El nombre mitjà de persones vivint en cada habitatge era de 4,53 i el nombre mitjà de persones que vivien en cada família era de 4,64.
Per edats la població es repartia de la següent manera: un 45,1% tenia menys de 18 anys, un 9,8% entre 18 i 24, un 23,5% entre 25 i 44, un 17,3% de 45 a 60 i un 4,3% 65 anys o més.
L'edat mediana era de 21 anys. Per cada 100 dones de 18 o més anys hi havia 99,2 homes.
La renda mediana per habitatge era de 80.053 $ i la renda mediana per família de 81.086 $. Els homes tenien una renda mediana de 57.318 $ mentre que les dones 24.440 $. La renda per capita de la població era de 19.614 $. Entorn de l'1,8% de les famílies i el 2,8% de la població estaven per davall del llindar de pobresa.

## Poblacions més properes
El següent diagrama mostra les poblacions més properes.